# NGC 5917
NGC 5917 је спирална галаксија у сазвежђу Вага која се налази на NGC листи објеката дубоког неба.
Деклинација објекта је - 7° 22' 39" а ректасцензија 15h 21m 32,5s. Привидна величина (магнитуда) објекта NGC 5917 износи 13,2 а фотографска магнитуда 14,0. NGC 5917 је још познат и под ознакама MCG -1-39-2, ARP 254, IRAS 15188-0711, PGC 54809.